# Wussy

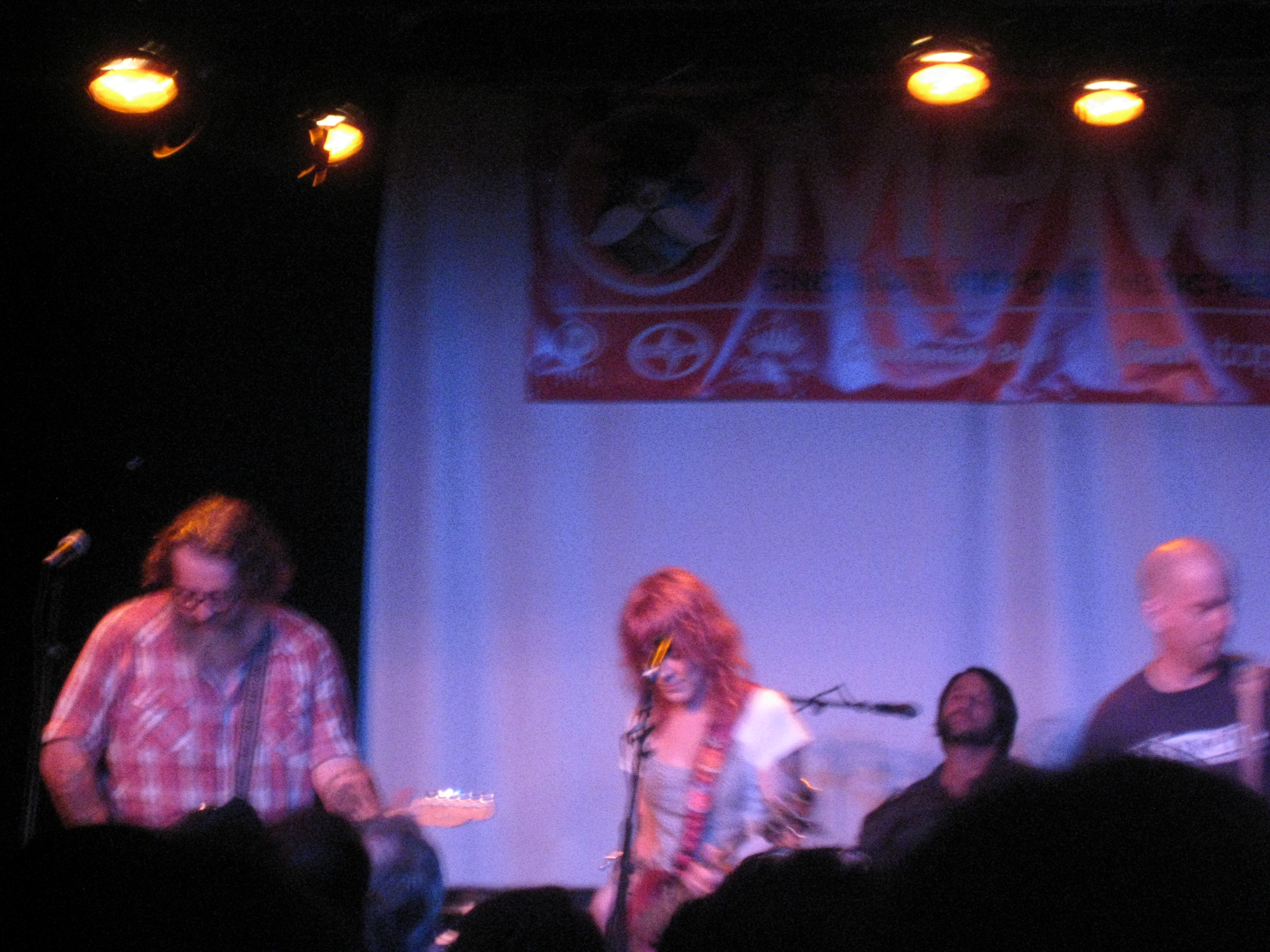
Wussy, 2009.

Wussy är en amerikansk musikgrupp bildad 2001 i Cincinnati, Ohio. Medlemmar i gruppen är Chuck Cleaver (sång, gitarr), Lisa Walker (sång, gitarr), John Erhardt (pedal steel, gitarr), Mark Messerly (bas), Joe Klug (trummor). Chuck Cleaver och Lisa Walker är gruppens primära sångare och låtskrivare. Under de första åren och fram till 2007 var de ett par, men gick skilda vägar privat för att fortsätta tillsammans som musiker. Gruppens texter kretsar mycket kring livets svårigheter, omöjliga relationer och kärlek.

## Diskografi, album
- Funeral Dress, 2005
- Left for Dead, 2007
- Wussy, 2009
- Strawberry, 2011
- Attica!, 2014
- Forever Sounds, 2016
- What Heaven Is Like, 2018